# Pere Ollé i Asencio
Pere Ollé i Asencio   (Abrera, 30 de març de 1956) és un ex-pilot de trial català que destacà en competicions estatals durant les dècades del 1970 i 1980. Fou campió d'Espanya Sènior el 1977 i va participar com a professional al mundial de trial entre el 1978 i el 1985.
Ollé començà a destacar amb la marca catalana Montesa i més tard es donà a conèixer internacionalment amb la italiana Beta, marca de la qual fou el primer pilot i provador, participant en la creació, disseny i evolució d'una motocicleta de trial que, anys a venir, esdevindria una de les millors de l'especialitat. De fet, fou Ollé qui introduí el jove Jordi Tarrés a l'equip oficial de Beta, propiciant els èxits internacionals del pilot i de la marca.

## Biografia
Nascut a Abrera, Pere Ollé començà a interessar-se per les motos als onze anys. Quan en tenia disset començà a practicar el trial amb una OSSA MAR de 250 cc. L'any següent, ja amb llicència de la RFME, debutà en proves del campionat estatal Júnior. Com a membre de l'Escuderia Trueba va pilotar motos de les marques OSSA, Bultaco (la Sherpa T 325 cc) i Montesa (la Cota 348, amb la qual obtingué el títol estatal en categoria Sènior el 1977).
La temporada del 1978 debutà al mundial de trial dins l'equip oficial de Montesa, combinant les sortides a l'estranger amb la participació al campionat d'Espanya. Aquest fou un període de progressió que el portà al sisè lloc del campionat estatal l'any 1980 i al quart l'any 1981. També el 1981 aconseguí la seva primera victòria al campionat d'Espanya, concretament al Trial de Solsona, davant la seva afició d'Olesa de Montserrat.

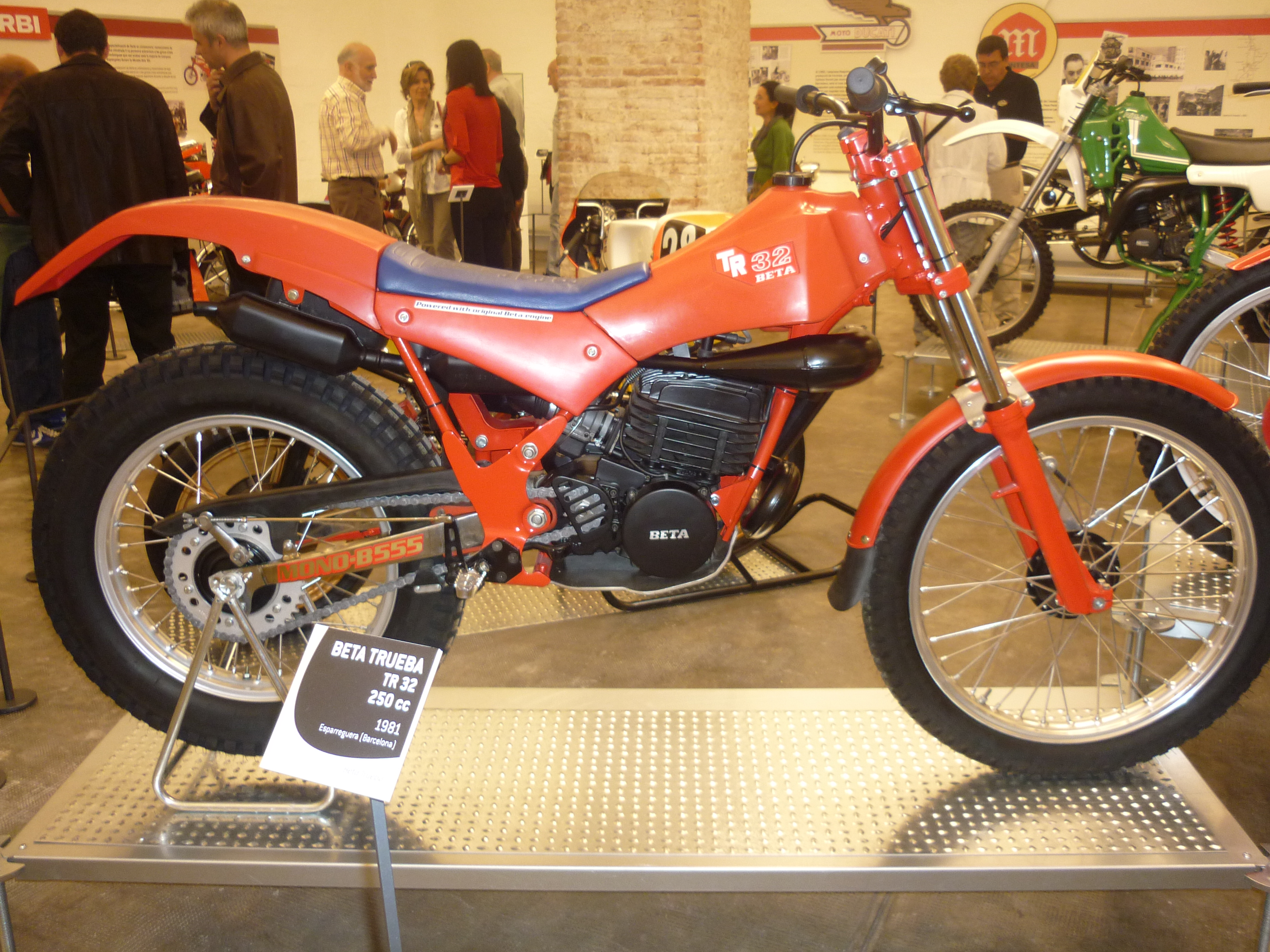
La Beta TR-32 de 1981, creada per Trueba i Pere Ollé

Durant aquest període, iniciat com a "amateur", Ollé va anar esdevenint semi-professional amb la col·laboració d'Antonio Trueba, al taller del qual realitzava mitja jornada (l'altra mitja la dedicava a l'entrenament i al manteniment i reparació de la seva moto). La seva progressió en el mundial, on s'anava acostant a llocs destacats de les classificacions (especialment un quart lloc al Trial de Suècia del 1981), va fer que esdevingués un pilot conegut a escala internacional.
A l'hora de programar la temporada del 1982, quan la trajectòria i possibilitats demanaven la implicació intensa del seu equip per a arribar al capdamunt del mundial, Montesa, que ja disposava de pilots consagrats i diversificava les inversions esportives, no podia oferir-li el suport necessari. Fou aleshores quan la marca italiana Beta li oferí un programa de plena professionalització. La realitat, però, fou que la moto de què disposava Beta per encarar el mundial era molt lluny de tenir les qualitats necessàries per a competir pels primers llocs. Així, el que hagués hagut de ser un any per a competir pel podi es convertí en una etapa de disseny i perfeccionament d'una nova moto, la Beta TR-32, que arribaria al capdamunt del Mundial de trial però ja amb un altre pilot: Jordi Tarrés.
La primera Beta TR 32 de trial de 1981, la seva estructura i les cotes bàsiques que va dissenyar i validar Pere Ollé juntament amb l'equip de Beta, han perdurat fins als models més actuals de trial d'aquesta marca.

### Actualitat
Actualment, Pere Ollé dirigeix la seva pròpia empresa, directament relacionada amb la fabricació de motocicletes, i manté contactes amb molts protagonistes d'aquell moment àlgid de la indústria i l'esport motociclista català.

## Palmarès
Font:
| Any  | Motocicleta | C. del Món | C. d'Espanya |
| ---- | ----------- | ---------- | ------------ |
| 1977 | Montesa     | -          | 1r Sènior    |
| 1978 | Montesa     | -          | 9è           |
| 1979 | Montesa     | -          | 8è           |
| 1980 | Montesa     | 29è        | 6è           |
| 1981 | Montesa     | 16è        | 4t           |
| 1982 | Beta        | -          | 7è           |
| 1983 | Beta        | 23è        | 5è           |
| 1984 | Beta        | -          | 6è           |
| 1985 | Beta        | -          | 11è          |
| 1986 | Beta?       | -          | 23è          |